# Dolina (województwo dolnośląskie)

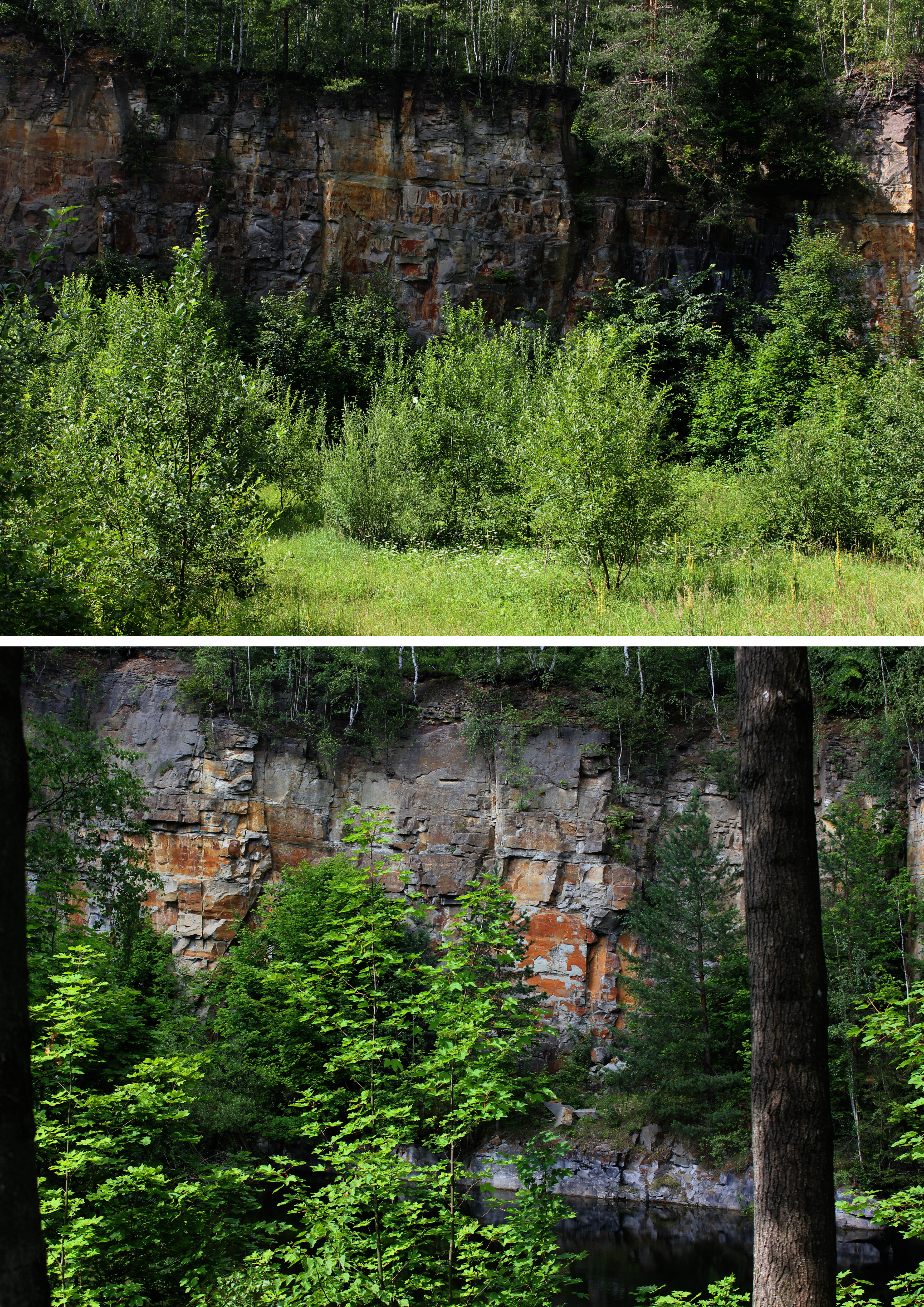
Nieczynna już kopalnia odkrywkowa kamienia.

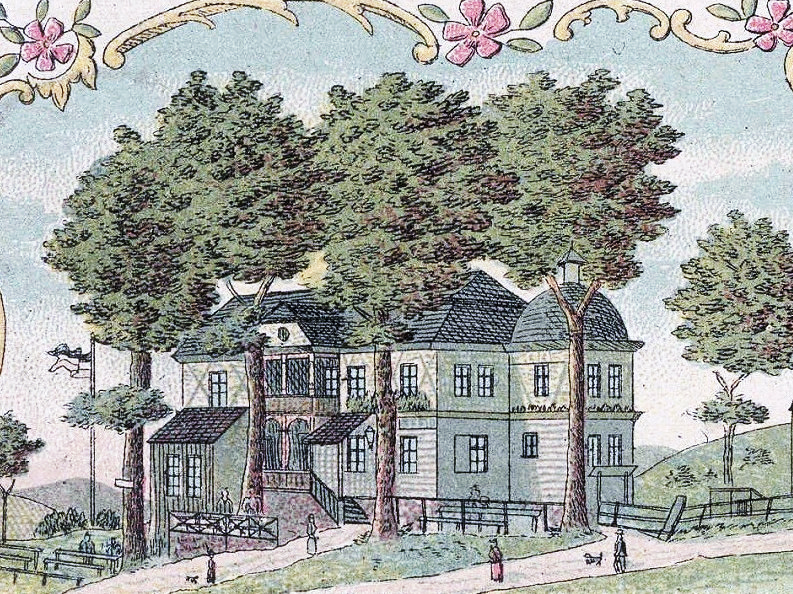
Dawny dom należący do Bractwa Strzeleckiego, budynek nr 21

Dolina (niem. Hermsdorf) – wieś w Polsce położona w województwie dolnośląskim, w powiecie kłodzkim, w gminie Szczytna.

## Położenie
Dolina leży w Obniżeniu Dusznickim, na wschód od Dusznik-Zdroju, na wysokości 570–590 m n.p.m.

## Podział administracyjny
W latach 1945–1969 znajdowała się w granicach miasta Duszniki-Zdrój. 1 stycznia 1970 wyłączono je z Dusznik-Zdroju i włączono do gromady Łężyce. Od 1 stycznia 1973 w gminie Szczytna.
W latach 1975–1998 miejscowość administracyjnie należała do województwa wałbrzyskiego.

## Historia
Dolina została założona najprawdopodobniej na początku XIV wieku jako kolonia Dusznik. Przez wieki była małą miejscowością, mieszkańcy utrzymywali się z rolnictwa i tkactwa.